# Amt Körbecke
Das Amt Körbecke war von 1843 bis 1969 ein Amt im alten Kreis Soest in der Provinz Westfalen und in Nordrhein-Westfalen. Die heutige Gemeinde Möhnesee ist gebietsmäßig in weiten Teilen mit dem Amt Körbecke identisch.

## Geschichte
Vorläufer des späteren Amtes Körbecke war in der Zeit des Herzogtums Westfalen das Gericht Körbecke, das seit 1807 ein Teil des Amtes Belecke war. In preußischer Zeit existierte zunächst die Bürgermeisterei Körbecke.
Im Rahmen der Einführung der Landgemeinde-Ordnung für die Provinz Westfalen wurden die Bürgermeisterei Körbecke 1843 in das Amt Körbecke überführt.
1890 schieden die 15 Gemeinden Bilme, Bittingen, Blumenthal, Bremen, Gerlingen, Höingen, Hünningen, Lüttringen, Niederense, Himmelpforten, Oberense, Parsit, Ruhne, Sieveringen, Volbringen und Waltringen aus dem Amt Körbecke aus. Aus diesen Gemeinden, die historisch zum Kirchspiel Bremen gehörten, wurde das neue Amt Bremen gebildet.
Im Amt Körbecke wurde die Gemeinde Kettlersteich nach 1912 vom Möhnesee überflutet und offiziell am 1. September 1925 aufgelöst. Ihr Gebiet kam zu Delecke.
Das Amt Körbecke bestand seitdem bis 1975 aus 15 Gemeinden:
- Berlingsen
- Brüllingsen
- Büecke
- Delecke
- Echtrop
- Ellingsen
- Günne
- Hewingsen
- Körbecke
- Stockum
- Theiningsen
- Völlinghausen
- Wamel
- Westrich
- Wippringsen

Im Jahr 1961 hatte das Amt Körbecke bei einer Größe von 123,35 Quadratkilometern 6338 Einwohner.
Zum 1. Juli 1969 wurde das Amt durch das Soest/Beckum-Gesetz aufgelöst. Seine Gemeinden wurden zur neuen Gemeinde Möhnesee zusammengeschlossen, die auch Rechtsnachfolgerin des Amtes ist.